# League Championship Series
A League Championship Series (LCS) foi a principal competição de League of Legends nos Estados Unidos e no Canadá. A liga de esporte eletrônico era administrada pela Riot Games e tinha de oito a dez equipes. Cada temporada anual da competição era dividida em duas etapas, primavera e verão, que terminavam com um torneio de eliminação dupla entre as oito melhores equipes. No final da temporada, o time vencedor, vice-campeão e o terceiro colocado das eliminatórias de verão se qualificavam para o Campeonato Mundial de League of Legends.
Com exceção de alguns eventos de turnê, todos os jogos da LCS eram jogados ao vivo nos estúdios da Riot Games em Los Angeles, Califórnia. Além de um pequeno público de estúdio, todos os jogos eram transmitidos ao vivo em vários idiomas na Twitch e no YouTube, com transmissões que atraiam regularmente mais de 300.000 espectadores.
Em 11 de junho de 2024, a Riot Games anunciou que a LCS, o Campeonato Brasileiro de League of Legends (CBLOL) e a Liga Latinoamérica (LLA) formariam uma liga pan-americana, mais tarde conhecida como Liga das Américas, com a LCS se tornando a Conferência Norte da nova liga.

## Formato
Em seu último ano, a LCS contou com oito equipes norte-americanas que competiram em duas divisões sazonais, primavera e verão. A temporada regular da divisão de primavera adotou um formato de todos contra todos com partidas melhor de um, com a divisão de verão usando partidas únicas de melhor de três. Em ambas as divisões, os seis melhores times da temporada regular avançaram para os playoffs de dupla eliminação da primavera. A divisão de primavera teve os quatro primeiros colocados na chave superior e os dois últimos na chave inferior, com os campeões e vice-campeões das eliminatórias de primavera se classificando como representantes norte-americanos para o Mid-Season Invitational, enquanto a divisão de verão teve todas as seis equipes colocadas na chave superior, com o cabeça-de-chave escolhendo seu oponente na segunda rodada. Além disso, a chave inferior foi escalonada, com os perdedores do primeiro turno se enfrentando e os perdedores do segundo turno entrando em rodadas diferentes com base em suas colocações. O vencedor da etapa de verão foi coroado campeão da LCS, com as três melhores equipes se classificando como representantes norte-americanas para o Campeonato Mundial. Em ambos as eliminatórias de cada etapa, todas as partidas foram disputadas no formato melhor de cinco.

## Resultados
| Ano  | Temporada regular de primavera | Temporada regular de primavera | Campeão de primavera | Temporada regular de verão | Temporada regular de verão | Campeão de verão     | N.° |
| Ano  | Maior colocado                 | Pontos                         | Campeão de primavera | Maior colocado             | Pontos                     | Campeão de verão     | N.° |
| ---- | ------------------------------ | ------------------------------ | -------------------- | -------------------------- | -------------------------- | -------------------- | --- |
| 2013 | Team SoloMid                   | 21–7 (.750)                    | Team SoloMid         | Cloud9                     | 25–3 (.893)                | Cloud9               | 8   |
| 2014 | Cloud9                         | 24–4 (.857)                    | Cloud9               | Cloud9                     | 18–10 (.643)               | Team SoloMid         | 8   |
| 2015 | Team SoloMid                   | 13–5 (.722)                    | Team SoloMid         | Team SoloMid               | 14–5 (.737)                | Counter Logic Gaming | 10  |
| 2016 | Immortals                      | 17–1 (.944)                    | Counter Logic Gaming | Team SoloMid               | 17–1 (.944)                | Team SoloMid         | 10  |
| 2017 | Team SoloMid                   | 15–3 (.833)                    | Team SoloMid         | Team SoloMid               | 14–4 (.778)                | Team SoloMid         | 10  |
| 2018 | 100 Thieves                    | 13–6 (.684)                    | Team Liquid          | Team Liquid                | 12–6 (.667)                | Team Liquid          | 10  |
| 2019 | Team Liquid                    | 14–4 (.778)                    | Team Liquid          | Team Liquid                | 14–4 (.778)                | Team Liquid          | 10  |
| 2020 | Cloud9                         | 17–1 (.944)                    | Cloud9               | Team Liquid                | 15–3 (.833)                | Team SoloMid         | 10  |
| 2021 | Cloud9                         | 13–5 (.722)                    | Cloud9               | Team SoloMid               | 30–15 (.667)               | 100 Thieves          | 10  |
| 2022 | Team Liquid                    | 14–4 (.778)                    | Evil Geniuses        | Evil Geniuses              | 15–3 (.833)                | Cloud9               | 10  |
| 2023 | Cloud9                         | 15–4 (.789)                    | Cloud9               | Cloud9                     | 14–5 (.737)                | NRG Esports          | 10  |
| 2024 | FlyQuest                       | 10–4 (.714)                    | Team Liquid          | Team Liquid                | 7–0 (1.000)                | FlyQuest             | 8   |

### Títulos por equipe
| Equipe               | Títulos | Vices | Total | Edições vencidas                                                                       |
| -------------------- | ------- | ----- | ----- | -------------------------------------------------------------------------------------- |
| Team SoloMid         | 7       | 5     | 12    | Primavera 2013, Verão 2014, Primavera 2015, Verão 2016, Primavera 2017, Verão 2020     |
| Cloud9               | 6       | 7     | 13    | Verão 2013, Primavera 2014, Primavera 2020, Primavera 2021, Verão 2022, Primavera 2023 |
| Team Liquid          | 5       | 2     | 7     | Primavera 2018, Verão 2018, Primavera 2019, Verão 2019                                 |
| Counter Logic Gaming | 2       | 0     | 2     | Verão 2015, Primavera 2016                                                             |
| 100 Thieves          | 1       | 3     | 4     | Verão 2021                                                                             |
| FlyQuest             | 1       | 3     | 4     | Verão 2024                                                                             |
| Evil Geniuses        | 1       | 0     | 1     | Primavera 2022                                                                         |
| NRG Esports          | 1       | 0     | 1     | Verão 2023                                                                             |